# Nokia 5610 XpressMusic
Le Nokia 5610 XpressMusic est un téléphone mobile de Nokia. Il fut lancé au 4e trimestre 2008. Il a des caractéristiques adaptées à la musique et au multimédia. Il fonctionne sous Symbian Série 40 5th Edition. Les coloris possibles sont : rouge, bleu, blanc et rose. Il a un appareil photo de 3.2 mégapixel.

## Caractéristiques
- Système d'exploitation Symbian OS Series 40 5th Edition
- GSM/UMTS
- 98,5 × 48,5 × 17 mm pour 111 grammes
- Écran de 2,2 pouces de définition 240 × 320 pixels
- Batterie de 900 mAh
- Mémoire : 20 Mo extensibles par carte mémoire MicroSD limité à 4 Go
- Appareil photo numérique de 3,2 MégaPixels
- Double flash DEL
- Appareil photo numérique secondaire pour la visiophonie
- Bluetooth
- Vibreur
- DAS : 1,14 W/kg.